# Аусанґате
Невадо-Аусанґате або просто Аусанґате (ісп. Nevado Ausangate, кеч. Awsanqati) — гора висотою 6 372 м над рівнем моря, розташована в хребті Кордильєра-де-Вільканота в Перуанських Андах, за 100 км на південний схід від міста Куско. Ця гора є найвищою вершиною регіону Куско (Перу).
Аусанґате грала велике значення у міфології інків навколишніх районів, згідно з легендами, ця гора була джерелом чоловічої «енергії», що запліднювала мати-землю Пачамаму. Зараз біля північного схилу гори щороку проводиться свято Кільюр-Ріті (кеч. Quyllur Rit'i — «зоряний сніг») перед католицьким святом тіла Христова, Кільюр-Ріті відвідують тисячі індіанців з навколишніх поселень.